# Pygommatius scinius
Pygommatius scinius là một loài ruồi trong họ Asilidae. Pygommatius scinius được Oldroyd miêu tả năm 1972.